# Ancy-sur-Moselle
Ancy-sur-Moselle là một xã trong vùng Grand Est, thuộc tỉnh Moselle, quận Metz-Campagne, tổng Ars-sur-Moselle. Tọa độ địa lý của xã là 49° 03' vĩ độ bắc, 06° 03' kinh độ đông. Ancy-sur-Moselle nằm trên độ cao trung bình là 175 mét trên mực nước biển, có điểm thấp nhất là 167 mét và điểm cao nhất là 364 mét. Xã có diện tích 9,12 km², dân số vào thời điểm 2004 là 1456 người; mật độ dân số là 160 người/km².

## Thông tin nhân khẩu
| 1962  | 1968  | 1975  | 1982  | 1990  | 1999  |
| ----- | ----- | ----- | ----- | ----- | ----- |
| 1.164 | 1.216 | 1.283 | 1.288 | 1.339 | 1.475 |